# 瓦尔恰
瓦尔恰（Varca），是印度果阿邦South Goa县的一个城镇。总人口4859（2001年）。

## 人口
该地2001年总人口4859人，其中男性2298人，女性2561人；0—6岁人口501人，其中男259人，女242人；识字率77.34%，其中男性为80.42%，女性为74.58%。